# Position de marquer
Ne doit pas être confondu avec Laissé sur base.
Le terme en position de marquer (en anglais scoring position) désigne au baseball une situation où un coureur se situe en deuxième ou troisième base, ou encore lorsque deux coureurs occupent ces deux dernières bases.

## Définition
On emploie ce terme lorsque les coureurs atteignent au moins la deuxième base, car dès lors ils peuvent marquer un point sur un simple, le plus petit des coups sûrs, alors que s'ils étaient en première base, il leur faudrait au minimum un double.
Ce terme est utilisé pour analyser la performance des joueurs en attaque. Souvent, la pression sur le batteur est bien plus grande quand les bases sont occupées et que son potentiel coup sûr peut faire marquer des points, plutôt que dans une situation où les bases sont vides.
A très haut niveau, la différence entre bons et très bons batteurs se joue dans ces situations dites clés où le joueur doit savoir répondre présent. Il existe d'ailleurs un terme pour désigner ces derniers: le frappeur clé (clutch hitter en anglais).
On parle parfois du coureur en troisième comme d'un coureur en position immédiate de marquer, puisqu'un simple ou un ballon sacrifice le fera avancer au marbre.
Les coureurs laissés en position de marquer sont une statistique qui définit le nombre de joueurs qu'une équipe fait avancer aux deuxièmes et troisièmes coussins lors d'une partie, sans être capable de les faire marquer. Plus ce nombre est élevé, moins l'équipe a été efficace en offensive. Cette statistique précise celle des coureurs laissés sur les buts, qui définit elle aussi l'efficacité de l'offensive.